# Kerk van de Gereformeerde Gemeenten in Nederland buiten verband (Dinteloord)
De Kerk van de Gereformeerde Gemeenten in Nederland buiten verband is een protestants kerkgebouw in de tot de Noord-Brabantse gemeente Steenbergen behorende plaats Dinteloord. De kerk is gelegen aan de Wilhelminastraat 20.

## Geschiedenis
De leden van de Gereformeerde Gemeenten in Nederland te Dinteloord kwamen in 1928 voort uit verontruste Gereformeerden en thuislezers.
Hun kerk werd in 1930  gebouwd voor de Gereformeerde Gemeenten in Nederland. Scheuringen volgden in 1953 en 1980, waarbij uiteindelijk een meerderheid van "buitenverbanders" de kerk mochten blijven bedienen. De minderheid die binnen het verband van de Gereformeerde Gemeenten in Nederland was gebleven betrok een nieuw kerkgebouw, de Kerk van de Gereformeerde Gemeenten.

## Gebouw
Het betreft een zaalkerk onder zadeldak met smalle rechthoekige vensters en een voorgevel van schoon metselwerk. Op het dak bevindt zich een geheel met leien bedekt torentje.